# Újezdeček
Újezdeček, bis 1948 Malý Újezd (deutsch Klein Augezd, früher auch Kleinaugezd) ist eine Gemeinde im Ústecký kraj in Tschechien.

## Geographie

### Lage
Újezdeček liegt zwei Kilometer westlich des Stadtzentrums von Teplice und gehört zum gleichnamigen Okres Teplice. Das Dorf liegt linksseitig des Košťanský potok am Fuße des Erzgebirges im Nordböhmischen Becken. Újezdeček liegt zwischen den Eisenbahnstrecken von Děčín bzw. Ústí nad Labem nach Chomutov, die sich westlich des Ortes vereinigen. Nächste Bahnstationen sind Teplice-Lesní brána und Řetenice. Der Ort wird von Halden und Restlöchern des Braunkohlenbergbaus umgeben, die an der nördlichen Peripherie gelegenen Teiche Stříbrný, Lübik und Dukla 1 und 2 entstanden aus abgesoffenen Tagebauen.
Nachbarorte sind Mstišov und Pozorka im Norden, Novosedlice im Nordosten, Teplice im Osten, Řetenice im Südosten, Panorama und Hudcov im Süden, Výšina, Jeníkov und Oldřichov u Duchcova im Südwesten, Kamenný Pahorek im Westen sowie Košťany, Dukla und Tupelín-hrádek im Nordwesten.

### Gemeindegliederung
Für die Gemeinde Újezdeček sind keine Ortsteile ausgewiesen. Grundsiedlungseinheiten sind Osada Dukla, Průmyslový obvod Újezdeček und Újezdeček.

### Nachbarorte
| Košťany (Kosten) |                                             | Dubí (Eichwald) |
|                  | Kompassrose, die auf Nachbargemeinden zeigt |                 |
|                  | Teplice (Teplitz-Schönau)                   |                 |

## Geschichte
Malý Újezd wurde 1198 im Zuge der Errichtung des Benediktinerinnenklosters Teplice erstmals urkundlich erwähnt. Im Jahre 1398 war der Ort Teil der Herrschaft Riesenburg. Später gehörte Malý Újezd zu den Herrschaften Libčeves und Duchcov. 1766 erwarben die Grafen Clary-Aldringen das Dorf und schlossen es an die Herrschaft Teplice an. 1830 lebten in Klein Augezd 181 Menschen.
Nach der Aufhebung der Patrimonialherrschaften wurde Klein Augezd zusammen mit Hundorf / Hudcov im Jahre 1849 zum Ortsteil der Gemeinde Settenz / Řetenice im Bezirk Töplitz. In der zweiten Hälfte des 19. Jahrhunderts wandelte sich mit der beginnenden Industrialisierung und dem Braunkohlenbergbau der Charakter des Ortes.
1880 wurden in Klein Augezd drei Zechen betrieben, die Companie Grubenfeld, die Glückzeche, und der Antonie Franziska Schacht. Dadurch erweiterte sich der Ort zur Ansiedlung für Bergleute und Glasmacher. Zwischen Klein Augezd und Settenz entstand entlang der Eisenbahn von Aussig nach Komotau ein Industriegebiet. Außer der Sophienhütte bestanden noch weitere Glashütten. Die Fischmannsche Hütte produzierte Flaschen- und Bijouterieglas; in der Ascherlhütte wurde Tafelglas hergestellt. Nordöstlich, an der Eisenbahn von Bodenbach nach Komotau, wurde die Glashütte Waldthor betrieben. In den 1920er Jahren wurde die Ascherlhütte stillgelegt, ein Jahrzehnt später schloss die Sophienhütte infolge der Weltwirtschaftskrise. Die meisten der Bewohner waren Deutsche, im Dorf lebte auch eine tschechische Minderheit. Nach dem Münchner Abkommen erfolgte 1938 die Angliederung an das Deutsche Reich. 1939 lebten in der Gemeinde im Landkreis Teplitz-Schönau 2040 Menschen. 1942 entstand in der Glashütte Waldthor der Firma Josef Inwald AG ein Arbeitslager für sowjetische Kriegsgefangene und andere Internierte aus der Sowjetunion, das direkt dem Reichsprotektorat Böhmen und Mähren unterstellt war.
Nach dem Zweiten Weltkrieg wurde die deutsche Bevölkerung vertrieben und Tschechen aus Innerböhmen angesiedelt. 1948 erfolgte gleichzeitig mit der Eingemeindung nach Teplice auch die Änderung des Ortsnamens Malý Újezd in Újezdeček. 1954 wurden die Pläne für "Groß Teplice" aufgegeben und der Ort erhielt seine Selbstständigkeit zurück.

## Entwicklung der Einwohnerzahl
| Jahr | Einwohnerzahl |
| ---- | ------------- |
| 1869 | 0450          |
| 1880 | 0793          |
| 1890 | 1085          |
| 1900 | 1578          |
| 1910 | 2078          |

| Jahr | Einwohnerzahl |
| ---- | ------------- |
| 1921 | 2065          |
| 1930 | 2188          |
| 1950 | 1540          |
| 1961 | 1053          |
| 1970 | 0918          |

| Jahr | Einwohnerzahl |
| ---- | ------------- |
| 1980 | 984           |
| 1991 | 769           |
| 2001 | 779           |
| 2011 | 885           |

## Sehenswürdigkeiten
- Kapelle

## Söhne und Töchter der Gemeinde
- Gerhard Lozek (1923–2008), deutscher Historiker